# Martin Heidegger
Martin Heidegger (26. září 1889, Meßkirch – 26. května 1976, Freiburg im Breisgau) byl německý fenomenologický filosof, žák Edmunda Husserla. Byl jedním z nejvýznačnějších filosofů 20. století a ovlivnil mnoho myslitelů, mimo jiné Jean-Paula Sartra. Jeho největší přínos tkví v tom, že obnovil otázku po bytí čili ontologii, kterou podle něho moderní filosofie zanedbala. Až do totálního nasazení na konci války strávil většinu života přednáškami na akademické půdě.

## Život

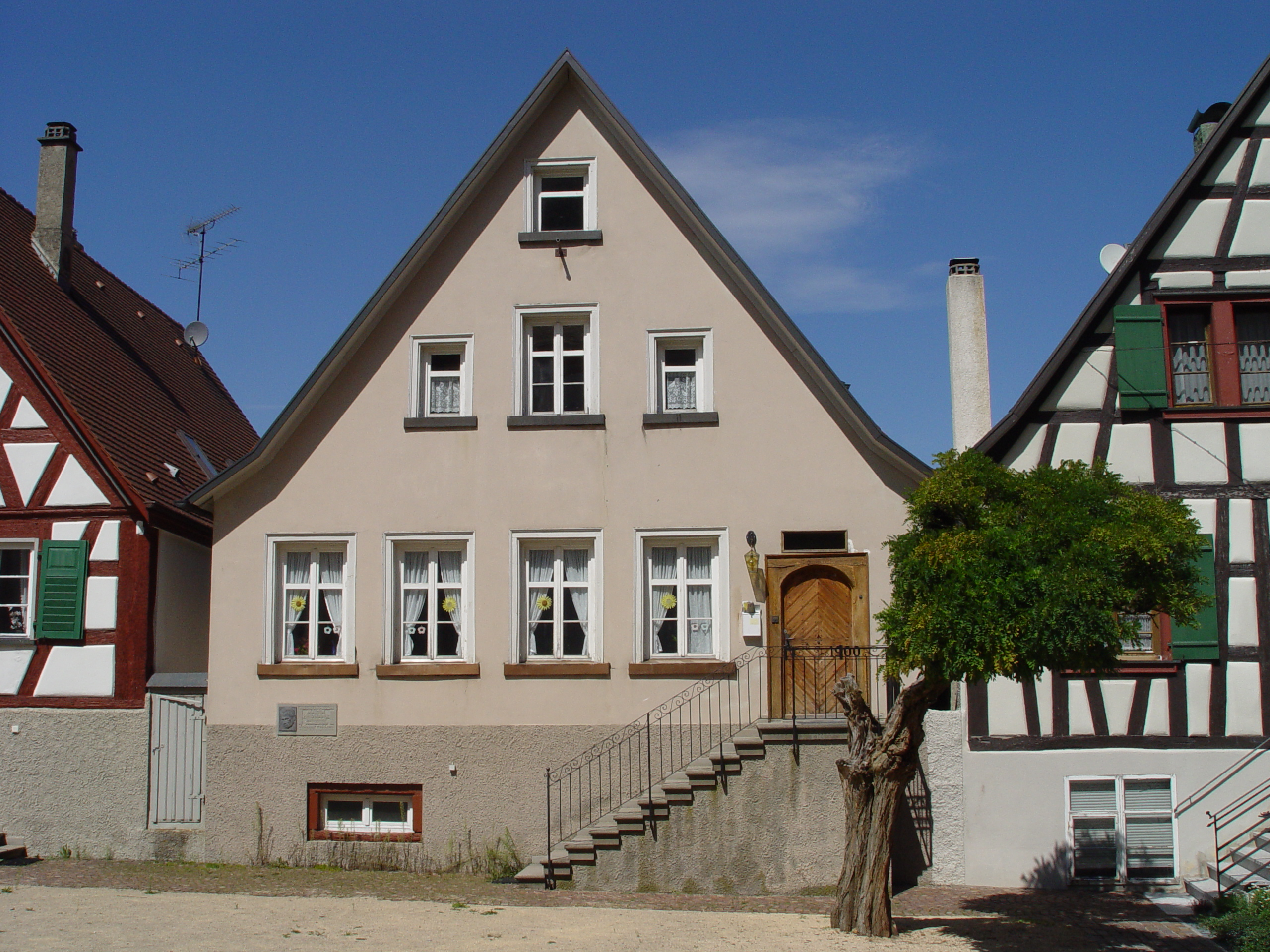
Rodný domek v Messkirchu

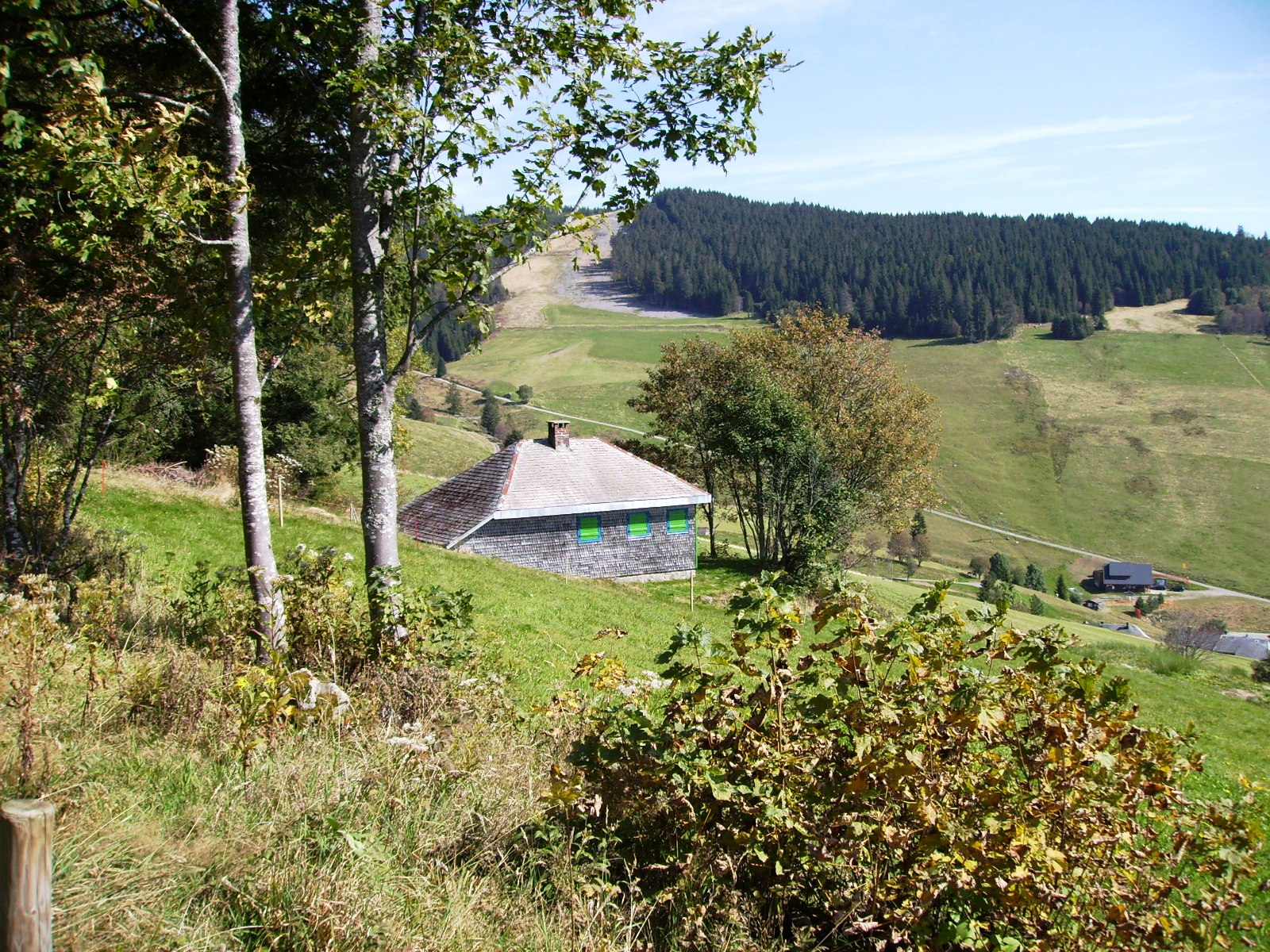
Chata v Todtnaubergu

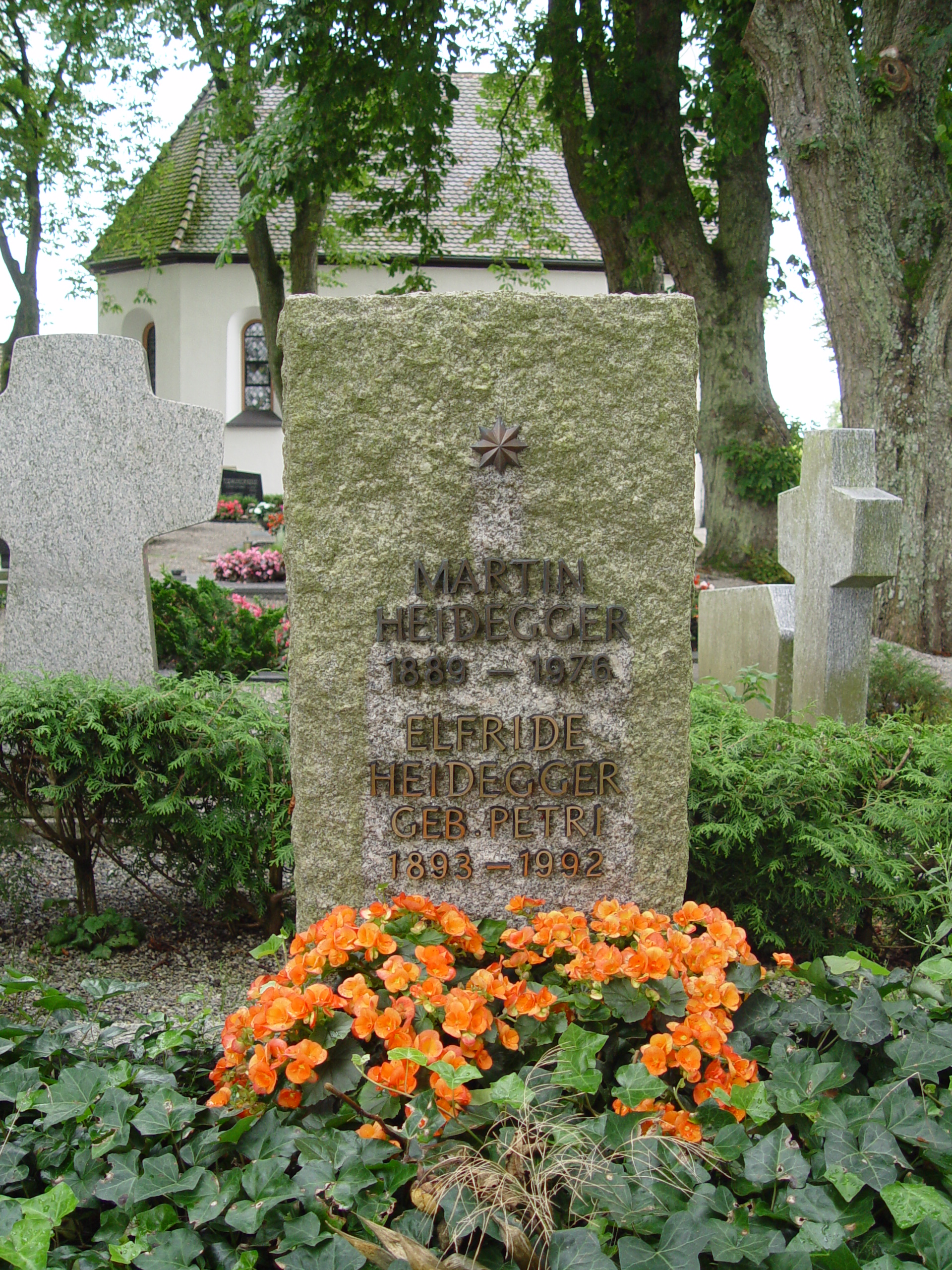
Náhrobní kámen Martina Heideggera v Meßkirchu

Heidegger se narodil v obci Meßkirch asi 35 km severně od Kostnice v blízkosti Bodamského jezera v chudé rodině bednáře a zároveň kostelníka. Místní farář si všiml jeho nadání a zajistil mu stipendium nejprve v Kostnici a od roku 1906 v biskupském semináři ve Freiburgu. Po maturitě roku 1909 vstoupil tamtéž do kněžského semináře a studoval teologii a filosofii. Roku 1911 přerušil studium teologie a vedle filosofie studoval matematiku a historii. Při četbě děl Franze Brentana objevil Aristotela a scholastiku, což jeho myšlení trvale ovlivnilo. Promoval roku 1913 prací o psychologismu a roku 1916 se habilitoval u Heinricha Rickerta prací o „spekulativní gramatice“ Jana Dunse Scota.
Roku 1915 narukoval k vojenské poště. V roce 1917 se oženil. Brzy po první světové válce se rozešel s katolictvím, protože je již pokládal za „neslučitelné s filosofií“.[zdroj?] Od roku 1922 často pracoval v osamělé chatě, kterou nechala jeho žena postavit na Todtnaubergu ve Schwarzwaldu. Ke sklonku života se sem natrvalo přestěhoval. V té době hodně cestoval, psal svá pozdní díla a občas poskytoval rozhovory; poslední z nich, pro časopis Der Spiegel, vyšel bezprostředně po jeho smrti roku 1976.

### Akademická činnost
Profesora Rickerta nahradil ve Freiburgu roku 1916 Edmund Husserl. Heidegger se až do roku 1923 stal Husserlovým asistentem a nejbližším spolupracovníkem. Roku 1920 navázal blízké přátelství s Karlem Jaspersem. V letech 1923 až 1928 byl mimořádným profesorem v Marburgu, kde se spřátelil s protestantským teologem a biblistou Rudolfem Bultmannem. Mezi jeho významné žáky patřili Karl Löwith, Leo Strauss, Hans Jonas, Emmanuel Lévinas a Hannah Arendtová, do níž se roku 1925 vášnivě zamiloval. Jejich poměr sice dlouho netrval, Arendtová se však o Heideggerovi vždy vyjadřovala s uznáním. V rámci přípravy na řádnou profesuru, už jako proslulý učitel, vydal roku 1927 své nejslavnější dílo Bytí a čas. Roku 1928 nastoupil po emeritovaném Husserlovi jako Ordinarius univerzity ve Freiburgu. Velký ohlas měla i jeho polemika s Ernstem Cassirerem o výkladu Immanuela Kanta na symposiu v Davosu (1929).

### Heidegger a NSDAP
Převzetí moci Adolfem Hitlerem roku 1933 chápal Heidegger jako příležitost k reformě německých univerzit. V dubnu 1933 byl na návrh svého předchůdce Möllendorfa, který musel rezignovat, zvolen rektorem. 1. května vstoupil do NSDAP a 27. května měl pověstnou nástupní řeč, ve které představil svůj návrh reforem akademického života. Německé univerzity se podle něho měly zbavit oborové roztříštěnosti, přiblížit se lidu (Volksgemeinschaft) a vztah mezi profesory a studenty se měl podobat vztahu vůdce k jeho následovníkům.
Během svého rektorství Heidegger pomohl jedné ze svých židovských studentek do emigrace, zabránil pálení knih a vylepování protižidovských plakátů na freiburské univerzitě, na druhé straně se ale snažil prosadit své reformy s pomocí nacistických aktivistů. Když se mu to nedařilo, rok po svém zvolení rezignoval, zůstal však členem NSDAP a přestože byl v nemilosti, dále přednášel. Roku 1944 byl však jako „zcela postradatelný“ povolán na zákopové práce. Po roce 1945 měl v rámci denacifikace zákaz přednášet, mimo jiné i na základě posudku Karla Jasperse. Ten ve svém slavném spise Otázka viny nepřímo o Heideggerovi napsal: „Je mnoho intelektuálů, kteří byli v roce 1933 aktivní, domáhali se vedoucí úlohy a světonázorově se postavili veřejně za novou moc - a kteří později, odsunuti osobně stranou, byli plně rozhořčeni, ale většinou zůstávali ještě pozitivní, až průběh války, počínaje rokem 1942, ukázal, že válka skončí špatně, a i z nich se teprve teď stali úplní nepřátelé. Tito intelektuálové mají pocit, že za nacistů trpěli a že jsou povoláni k úkolům, které budou nyní následovat. Považují sebe sama za antinacisty.“
Nově se v jeho písemné pozůstalosti, která nebyla až do roku 2016 veřejnosti dostupná, objevily důkazy, že byl již od počátku třicátých let přesvědčeným nacistou a oddaným obdivovatelem Hitlera.

### Poválečná léta
Roku 1946 se Heidegger zhroutil a po uzdravení napsal na výzvu francouzského filosofa Jeana Beaufreta slavný Dopis o humanismu. V něm nepovažoval řeč jako takovou za nástroj komunikace, ale za prostředí, ve kterém „přichází ke slovu bytí“ V roce 1947 se na něho obrátil švýcarský psycholog Medard Boss a společně pak po řadu let rozvíjeli nový terapeutický směr, daseinsanalýzu. Roku 1951 byl Heidegger emeritován a začal opět s velkým ohlasem přednášet. Roku 1955 se seznámil s francouzským spisovatelem René Charem a společně pak pořádali řadu seminářů o básnictví a filosofii.

## Heideggerova fenomenologie
Heideggerovo dílo se často dělí na rané a pozdní období, přičemž dělítkem je tzv. „obrat“ (die Kehre) někdy na počátku 30. let 20. století. Před svou smrtí Heidegger zorganizoval vydávání svých sebraných spisů, které rozvrhl do 102 svazků; od roku 1975 vyšlo doposud přes 60 svazků. Jeho nejznámějším dílem je Bytí a čas.

### Bytí a čas
Heidegger koncipoval tzv. fundamentální ontologii, kterou představil v nedokončeném díle Bytí a čas z roku 1927 (vyšel jenom první díl). Heidegger usiloval o kritické překonání metafyzického pojetí povahy lidství, které nechtěl uchopit jako kategorii, což by lidství člověka deklasovalo na úroveň pouhé věci, předmětu, nýbrž na základě „existenciálů“. Lidství pojímá jako existenci a tvrdí, že pouze člověk existuje. Existence není nic definitivně stanoveného a je třeba o ni usilovat: jsoucno, které se stará o svou existenci, nazývá Heidegger Dasein (bytí) – pobyt (český termín zavedl Jan Patočka). Člověk je tedy pobyt (Dasein), jemuž v jeho bytí jde o toto bytí, neboli člověk se stará o svou existenci. Existence se podává v různých náladách (Stimmung), z nichž nejradikálnější je strach (Angst), jelikož přivádí existenci před samotný fakt jejího „bytí“ tím, že zjevuje možnost nebytí. Tím, že strach zjevuje „nic“, zároveň poukazuje na samo bytí, které se ukazuje jako problematické a ohrožené konečností. Tím pro bytí (Dasein) vystupuje jako zásadní problém smrtelnost a časovost. Odhalení časového charakteru existence je zásadním přínosem rané fáze Heideggerova myšlení a z časovosti se odvíjí koncepce „vrženého rozvrhování se“ bytí (Dasein). Heidegger si však záhy uvědomil, že nelze omezit určení smyslu bytí pouze na lidské jsoucno, což by vedlo na scestí antropologizace a antropocentrismu.

### Rozchod s Husserlem
Martin Heidegger, nejvýznamnější z Husserlových žáků a jeho asistent, který se za nechvalně známých okolností stal i jeho nástupcem, navázal na Husserlovu analýzu časového vědomí. V řadě věcí se však od svého učitele odchýlil a vydal se jinou cestou. Co mu na Husserlově postupu vadilo?
Husserl předně převzal descartovské a kantovské schéma „subjekt – objekt“, které ovšem svým fenomenologickým přístupem zároveň zpochybnil: fenomén není ani objektivní, ani subjektivní, neboť se odehrává v souhře, v setkání „subjektu“ s „objektem“ a oba se na něm podstatně podílejí. Tradiční oddělení subjektu a objektu přitom vyvolává zbytečné otázky po „skutečnosti“ předmětu, ačkoliv „skutečný“ ve smyslu originální danosti může být pouze fenomén.
Za druhé se Husserlova analýza soustředila jen na pozorující, teoretický přístup člověka ke světu, ačkoliv člověk „zprvu a nejčastěji“ není pouhý pozorovatel, ale sleduje nějaké cíle a žije tedy „činně“. Právě intence – zaměřenost na předmět – svědčí o tom, že poznání skutečnosti má pro nás obvykle praktický význam, že nám i v poznávání především o něco jde. I tento rys se na utváření fenoménu podstatně podílí a bez něho nedává fenomén valný smysl.
Za třetí se Heidegger rozhodl obnovit dávnou otázku po „bytí“ jako takovém, kterou podle něho západní metafyzika zapomněla a nahradila pouhým zkoumáním různých jsoucen. Sloveso „být“ tak ztratilo význam a mohlo se i v jazyce stát pouhou „sponou“. Toto závažné rozhodnutí ovšem znamenalo rozchod s Husserlem, pro něhož Heideggerova ontologie – otázka po bytí – stála v přímém protikladu k programu fenomenologie. Právě otázkám po bytí a po „věcech o sobě“ se fenomenologie chtěla vyhnout.
Heideggerova metoda přesto zůstává fenomenologická: je to nesmírně pečlivá, podrobná analýza „pobytu“ (německy Dasein), lidské existence na světě. V tomto rozboru se předně ukáže nezrušitelná vazba pobytu k jeho světu: člověk je vždycky někde a je tak přirozeným středem svého vlastního světa, prostorového „okolo“. V německém da-sein (pobývat, vést svůj život) je tento vztah k nějakému „zde“ výslovně vyjádřen. Na světě není sám, nýbrž s jinými lidmi, s nimiž vytváří jakýsi společný postoj a mínění, neosobní a neurčité „ono se“ (das Man).[2]

### Pobyt a starost
Nezaujatý postoj pozorovatele, neúčastný odstup, s nímž filosofie dosud téměř výhradně pracovala, sice charakterizuje vědce, je však v lidském existování zcela výjimečnou, krajní možností mezi mnoha jinými „rozpoloženími“. Jako příklad Heidegger analyzuje strach a úzkost. Pro člověka je však podstatné, že světu, v němž žije, vždy už nějak rozumí a vykládá si jej pro své potřeby. Prostředím i prostředkem tohoto porozumění je především řeč a jazyk, kterým člověk svět „odemyká“ a získává si k němu přístup.[3]
„Pobyt“ či existování ale především charakterizuje, že mu na jeho bytí záleží, že mu o toto bytí vždycky jde. Heidegger proto samu povahu pobytu charakterizuje jako „starost“ či „péči“ (německy die Sorge), která je původně starostí o toto bytí samo, z povahy věci se však nejčastěji projevuje jako nezbytné každodenní „obstarávání“ potřeb k životu. Pobyt jakožto starost (péče) musí jednat a právě zde vystupuje fenomén „časovosti“: nouze naléhá a člověk musí svůj život nějak vést.

### Časovost
Tak se ukazuje, že „původní“ čas není jen nějaký parametr či souřadnice, ale sama látka existování, vedení života. Z tohoto naléhavého, dramatického časování pobytu z přítomnosti do dvou velmi odlišných „extází“ budoucího a minulého – jak o něm svědčí například gramatické „časy“ jazyka – vzniká původní lidský čas. Teprve ve společenství, z potřeby synchronizovat se s druhými, sjednávat si schůzky a podobně, mohl vyrůst obecný a společný, „veřejný“ čas kalendáře a hodin.
Původní čas je tedy časem pobytu, jak to ostatně vyjadřují i běžné výroky typu „nemám čas“.[4] „Nemám na něco čas“ znamená, že se mi to nevejde do života, banálně řečeno, nenajdu na to místo ve svém diáři. Tak se pobyt setkává se svou konečností, s omezeností svého smrtelného života. Pokud se odváží podívat na svůj život vcelku, uvidí jej jako „bytí k smrti“. Proto se člověk tomuto pohledu vyhýbá a hledá nějaké pohodlnější, snazší, ale tím také „neautentické“ životní polohy. Nejčastější je únik do obstarávání, zvědavosti a povrchních „řečí“ (das Gerede), únik před sebou samým do povrchního společenství, kde nemusí být sám sebou a může se skrýt za neurčitým „ono se“.
Jen výjimečně – například v úzkosti nebo z popudu „mlčenlivého hlasu svědomí“ – tyto únikové možnosti mizí a člověk se ocitá tváří v tvář svému bytí jako takovému. Tak se mu ukazuje jiná, nesnadná a nepříjemná možnost „autentického bytí“, kterou Heidegger nazývá „možnost být vcelku“ (Ganz-sein-können). To znamená „odhodlaně“ přijmout svůj pobyt jako bytí k smrti a jednat podle toho.
***
Bytí a čas je obtížná, ale hluboká kniha, která měla značný úspěch a znamenala ve fenomenologii jistý zlom. Zařadila se mezi klasické spisy a každá další fenomenologie se s ní musí nějak vyrovnat. Heidegger opustil Husserlovu snahu o vybudování pevného základu teorie poznání, na níž by se daly založit empirické vědy, a obrátil se k otázkám lidské existence. Na tento obrat navázal velmi vlivný existencialismus, ale také řada fenomenologických pokračovatelů a kritiků.
Martin Heidegger a jeho analýza člověka v šesti bodech:[zdroj?]
1. člověk svůj život žije v první osobě (subjektivně, individuálně)
2. člověk je na svém bytí zainteresován (nejde mu jen o přežití, nýbrž o bytí)
3. člověk je „vržen“ do života bez vlastního přičinění – bytí autentické („já se rozhoduji za sebe“) a neautentické („rozhodují za mě druzí“)
4. člověk žije na světě a mezi druhými lidmi
5. člověk žije v určitém čase a je si vědom své smrtelnosti
6. člověk je bytostí pravdy, hledá pravdu a poznává jiné bytosti.

### Obrat (die Kehre)
Od poloviny 30. let 20. století se v jeho myšlení počíná tzv. „obrat“ (Kehre), kde se odvrací od decisionismu lidského pobytu (Dasein) k chápání dějinnosti proměny určení smyslu bytí (tzv. Seinsgeschichte). Heidegger prochází dějiny myslitelských pozic od Anaximandra po Nietzscheho a ukazuje jednotlivé tzv. „epochy“ (neboli dosl. „zadržení“) dějin bytí: bytí se mu ukazuje jako chreón u Anaximandra, logos u Hérakleita, Parmenidovo hen, Platónova idea, energeia u Aristotela, středověká actualitas, Descartesova perceptio, Leibnizův conatus, Kantovo představování – Vorstellen, Hegelův pojem – Begriff, Schellingova vůle – Wille, a konečně Nietzscheho věčný návrat téhož – ewige Wiederkunft des Gleichen. Pro všechny tyto pozice však platí, že se v nich vytrácí, byť nikoliv zcela, temporální smysl, jelikož všechny pozice chápou smysl bytí jako „ustavičnou nebo stálou přítomnost“.
Pokud se bytí chápe jako „ustavičná přítomnost“, vyprazdňuje se tím podle Heideggera smysl bytí a vystupuje nihilismus. Suspendování časovosti se podle něho projevuje v povaze techniky, která se stala hlavním tématem pozdní fáze jeho myšlení. Tuto povahu techniky chápe Heidegger jako Ge-Stell (něco jako totální manipulovatelnost), která (totiž povaha) nivelizuje jak prostorovost, tak časovost všeho, co bylo, je a bude: vše je totiž neustále k dispozici a nahraditelné. Povaha techniky je tak nejextrémnější pozicí smyslu bytí, je to samo bytí ve svém nejzazším vyprázdnění. Proto je třeba povahu techniky promýšlet, abychom k ní nabyli adekvátního postoje a dokázali jednat již ne z pozice decisionismu ustaraného pobytu (Dasein), nýbrž tak, aby to odpovídalo povaze každého jsoucna, které nabývá svého významu v rámci tzv. Součtveří (Geviert) Země a Nebe, božských a smrtelníků. Toto Součtveří je dějištěm (Ereignis) temporální konstituce významů bylo-je-bude, což je řešením otázky původně položené v knize Bytí a čas: jaký je smysl bytí? Vodítkem měl být čas a ten se konstituuje v rámci vzájemného čelení si dimenzí Součtveří Země a Nebe, božských a smrtelných.

## Fenomenologická filosofie po Bytí a času
Prvním kritikem své knihy byl patrně Heidegger sám: původně plánovaný druhý díl nikdy nenapsal. Nejspíš si uvědomil, že ani fenomenologie nemůže vystačit s introspektivní analýzou vlastní zkušenosti, což je základ až příliš úzký a ne příliš spolehlivý. Proto se v další své práci obrátil k interpretaci velkých filosofů (Kant, Nietzsche, předsókratici), ale také básnických děl. Některé jeho pozdější práce se dokonce podobají básním v próze.
Podobným směrem se vydal další z přímých žáků Husserlových i Heideggerových, Eugen Fink. Ve Finkových analýzách hraje velkou roli širší rámec lidské existence, zejména vesmír a jeho řád, a také jejich jazyk nepřipomíná přísný styl Husserlův. Jednou z námitek proti Bytí a času bylo, že Heideggerův pobyt nemá nikdy hlad. Francouzský filosof Maurice Merleau-Ponty se snažil zachytit konkrétní tělesnou stránku člověka, například ve své Fenomenologii vnímání. Jiný významný fenomenolog, Emmanuel Lévinas, vypracoval podrobnější analýzu různých vrstev existence, kde také zdůrazňuje tuto konkrétní potřebnost člověka jako živé bytosti. V té základní vrstvě, které říká „koupat se v živlu“, člověku nic nechybí a nelze tu vykázat ani žádnou „starost“, která se objeví teprve tehdy, když dostane hlad, nebo je mu zima.
Jan Patočka, který se snažil překlenout mezeru mezi oběma svými učiteli, oslabit Husserlův „platonismus“ a subjektivnost, naopak u Heideggera postrádal jemnější rozbor lidských vztahů, například v rodině a v lásce. V jeho filosofii přirozeného světa přišla ke slovu i řada motivů heideggerovských, například role jazyka a řeči. Patočka také položil větší důraz na otázky dětství, výchovy a dospívání, které v introspekci dospělého filosofa pochopitelně chybí. Ty pak zahrnul do celkového problému pohybu a změny, z něhož vycházela i jeho filosofie dějin.
Nepolemicky navázal na Heideggerův výklad o řeči jako prostředí „odmykání“ a rozumění světu Hans-Georg Gadamer. Z myšlenky hermeneutického kruhu – předporozumění a opakovaných návratů k textu – vypracoval velmi důkladnou hermeneutickou filosofii jako teorii rozumění a výkladu textů, která nakonec poskytla i pozoruhodné nové pohledy na řeč a jazyk vůbec. Gadamerova hermeneutika byla široce přijata a dále rozvíjena četnými žáky, například mezi filosofy dekonstrukce a postmoderny.
Alternativu k Heideggerově filosofii nabídl už zmíněný Emmanuel Lévinas, který odmítl jeho předpoklad, že základem filosofie či „první filosofií“ je ontologie, nauka o bytí. Lévinas je přesvědčen, že právě z fenomenologického hlediska stojí na prvním místě lidský vztah, „setkání s tváří“ – a tedy etika. Rozhodujícím momentem lidského zrání je podle Lévinase právě setkání s bezbrannou tváří Druhého: teprve zde totiž poprvé uslyší její „naučení“, příkaz „Nezabiješ!“. A pouze člověk, který tento příkaz uslyšel a poslechl, vstupuje tím do lidské společnosti. Všechny teoretické otázky, včetně otázky po bytí, přijdou na řadu až potom.

### Vliv
Heideggerův velmi originální způsob myšlení i vyjadřování vytvořil skutečnou filosofickou školu a jeho obtížné, těžko přístupné dílo ovlivnilo mnoho významných filosofů 20. století. Patří mezi ně například Giorgio Agamben, Hannah Arendtová, Georges Bataille, Jacques Derrida, Eugen Fink, Michel Foucault, Hans-Georg Gadamer, Hans Jonas, Emmanuel Lévinas, Karl Löwith, Jean-Francois Lyotard, Herbert Marcuse, Jan Patočka, Richard Rorty, Jean-Paul Sartre a Leo Strauss.

## Dílo v češtině
- Úvahy II–VI Černé sešity. 1931–1938. Praha: Academia, 2023. Překlad Ivan Chvatík. ISBN 978-80-200-3409-0.
- Anaximandrův výrok. Praha : OIKOYMENH, 2012 – 88 s. ISBN 978-80-7298-474-9
- Aristotelova Metafyzika IX,1-3 : o bytí a skutečnosti síly : přednáškový cyklus z letního semestru 1931 na universitě ve Freiburku. Praha : OIKOYMENH, 2001 – 194 s. ; 21 cm ISBN 80-7298-042-4
- Básnicky bydlí člověk : německo-česky. Praha : Oikoymenh, 2006 – 203 s. ISBN 80-7298-165-X
- Bytí a čas. Praha : OIKOYMENH, 2002 – 487 s. ; 21 cm ISBN 80-7298-048-3
- Co je metafyzika? Praha : Oikoymenh, 2006 – 95 s. ISBN 80-7298-167-6
- Fenomenologická interpretace Kantovy Kritiky čistého rozumu. Praha : OIKOYMENH, 2004 – 343 s. ISBN 80-7298-124-2
- Kant a problém metafyziky. Praha : Filosofia, 2004 – 270 s. ISBN 80-7007-193-1
- Konec filosofie a úkol myšlení. Praha : Oikoymenh, 2006 – 63 s. ISBN 80-7298-166-8
- O humanismu. Rychnov nad Kněžnou : Ježek, 2000 – 55 s. ISBN 80-85996-32-4
- O pravdě a Bytí. Praha : Mladá fronta, 1993 – 78 s. ISBN 80-204-0416-3
- Původ uměleckého díla. Překlad Ivan Chvatík. Praha: Oikoymenh, 2016. 119 s. ISBN 978-80-7298-207-3.
- Rozvrh fenomenologické interpretace Aristotela. Praha : OIKOYMENH, 2008 – 93 s. ISBN 978-80-7298-305-6
- Údiv a zdrženlivost: o naladěnosti myšlení. Praha : OIKOYMENH, 1999 – 85 s. ; 21 cm ISBN 80-86005-77-1
- Věda, technika a zamyšlení. Praha : OIKOYMENH, 2004 – 62 s. ISBN 80-7298-083-1
- Novověká matematická přírodní věda. In: Sci-Phi (Scientia-Philosophia), 6/1994, s. 76 – 112.

#### Filmy a videa
- (anglicky)
- The Ister - Ein Film über Heideggers Volesung zu Hölderlins Hymne Der Ister
- Human all too human : Martin Heidegger – BBC documentary.
- Heidegger's Early Years - 4:49
- Videoarchiv Bibliothèques Medicis
- Podcast Prof. Hubert Dreyfus' undergraduate lectures on Heidegger.
- (francouzsky)
- Heidegger mluví.
- (německy)
- Der Satz der Identität (Přednáška k 500. výročí univerzity ve Freiburgu, 1957)
- Heidegger Speaks. Part 1. (s anglickými titulky - YouTube).
- Martin Heidegger. Teil 2. 1975 (německy - YouTube).